# ポッセンホーフェン城

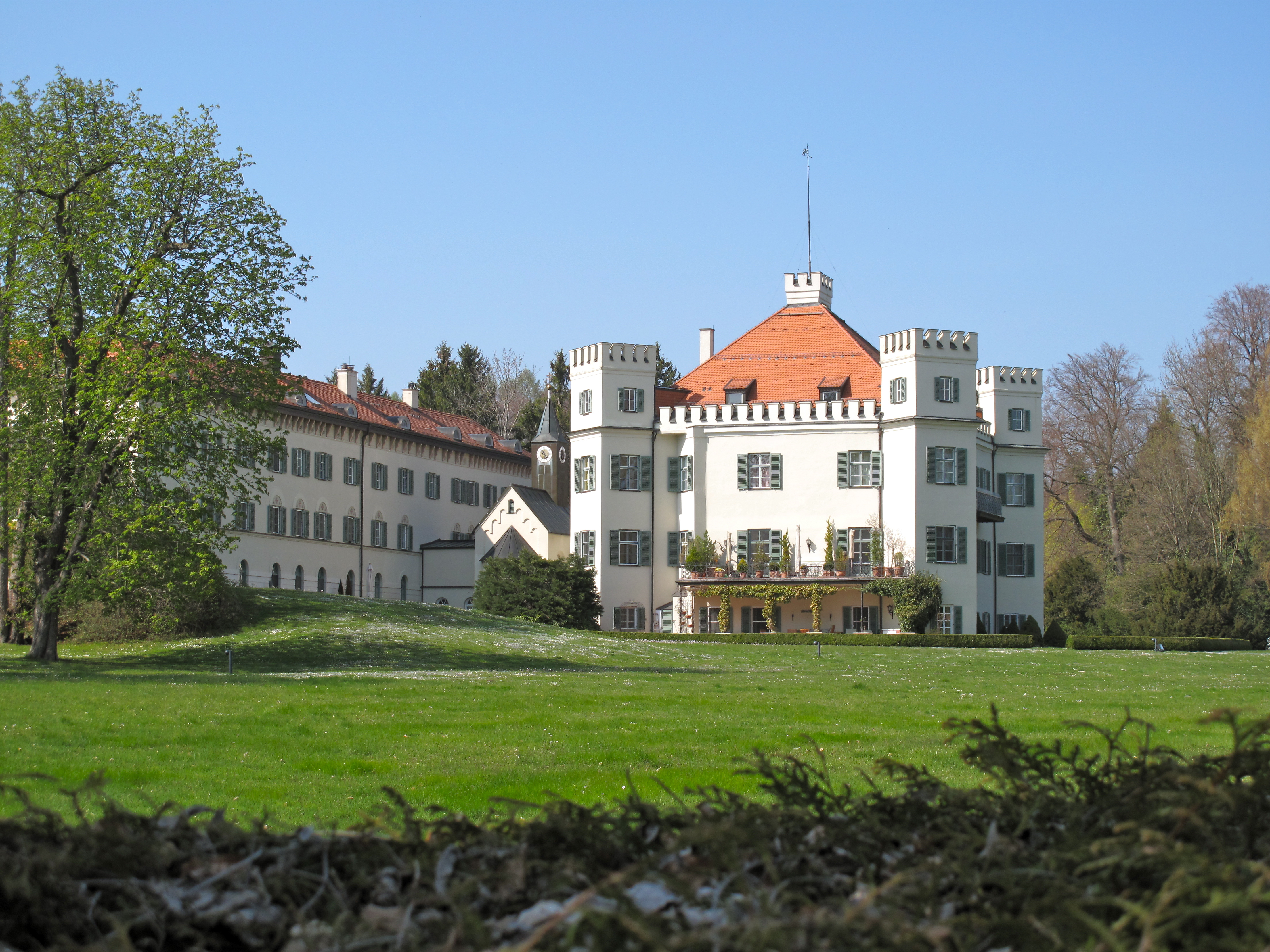
ポッセンホーフェン城

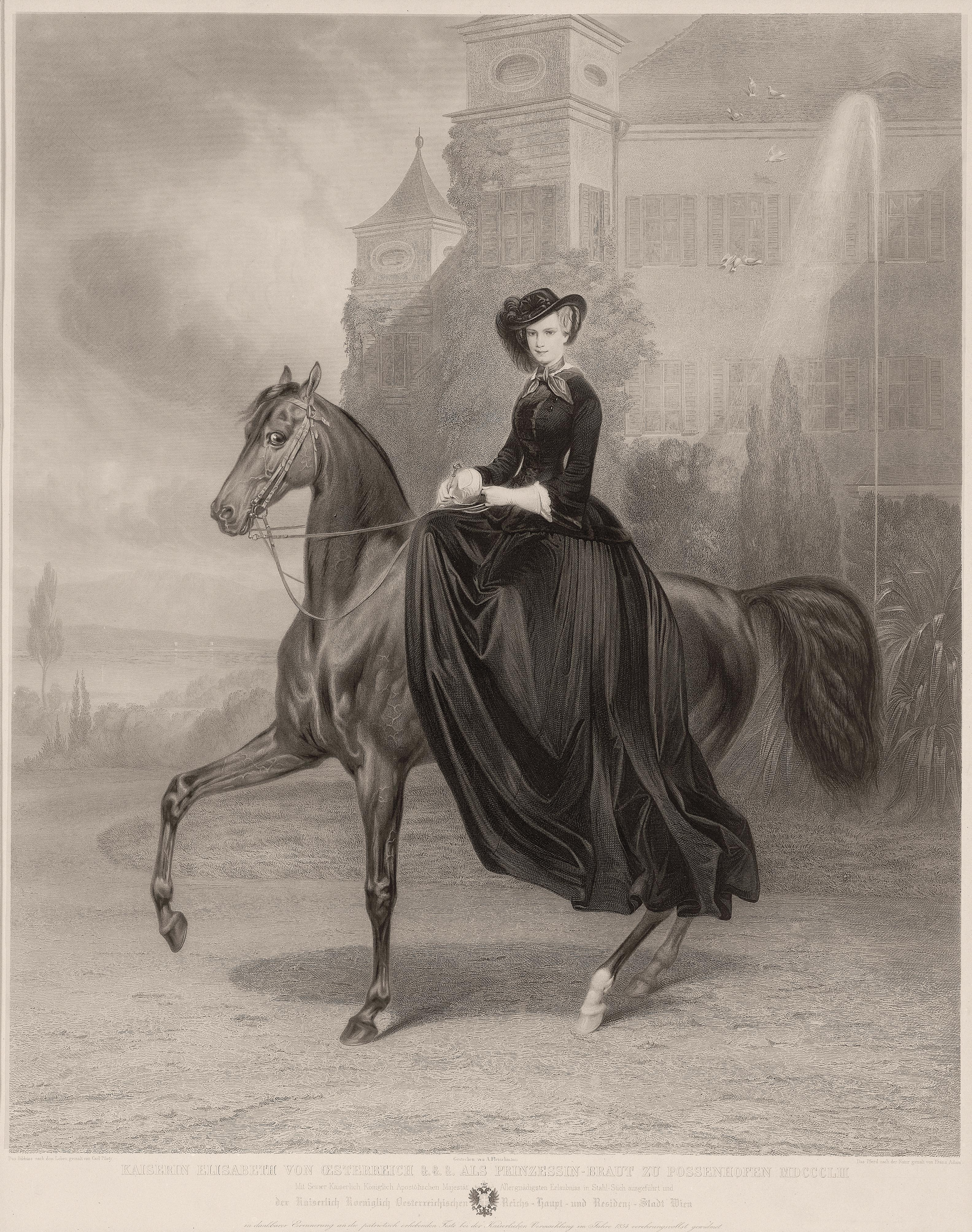
城の前で馬に乗るオーストリア皇后エリザベート (1853年)

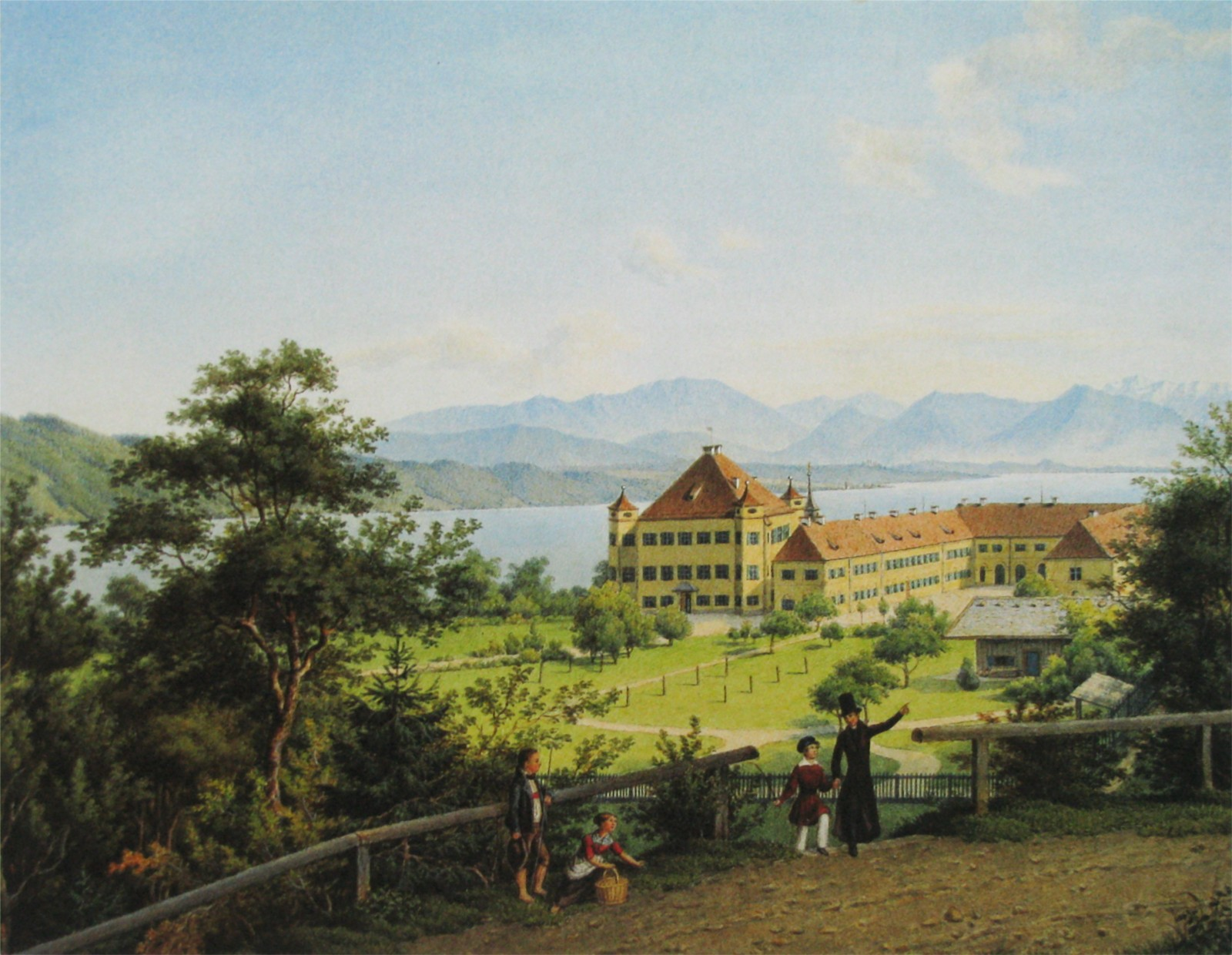
1839年に描かれたポッセンホーフェン城

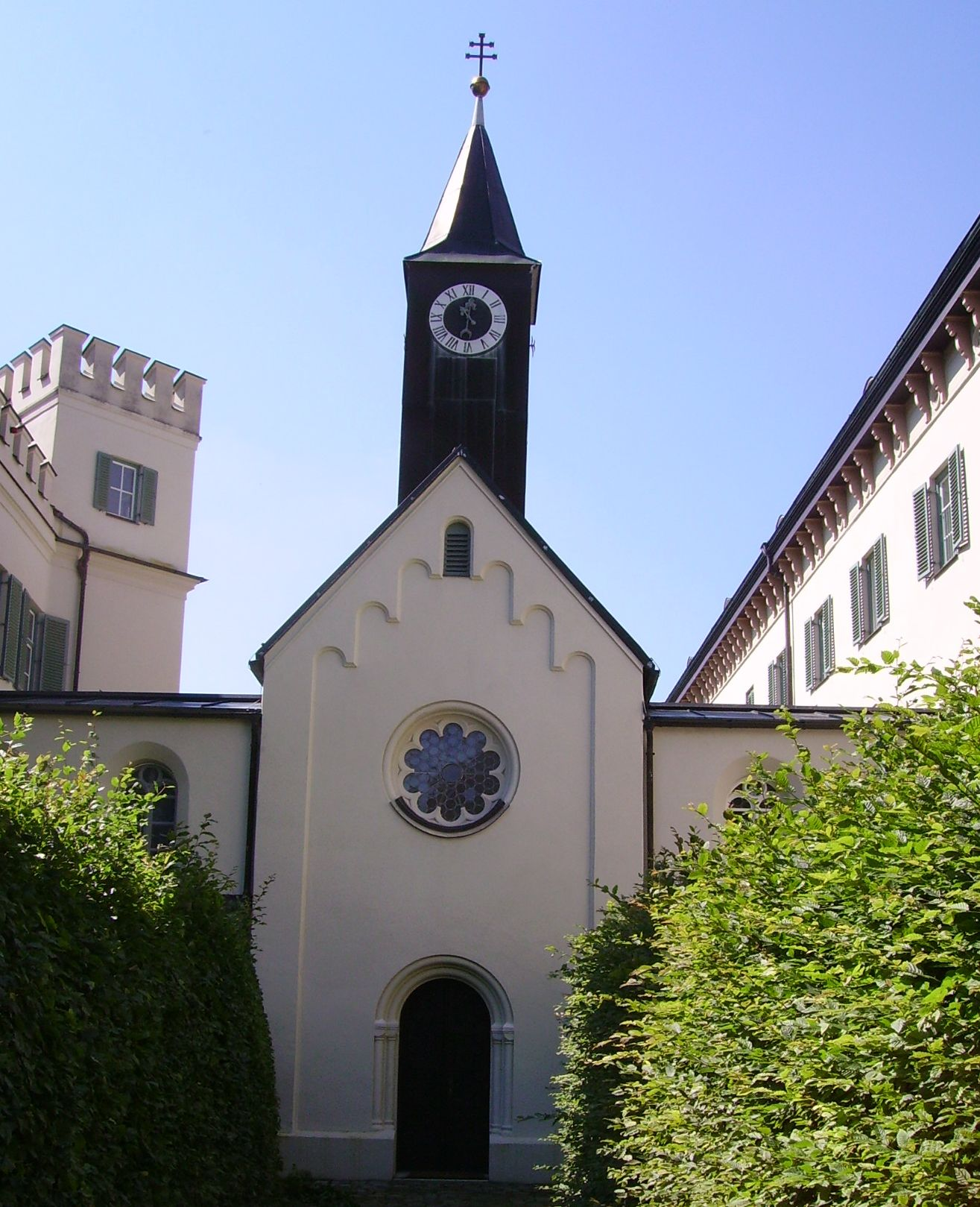
敷地内にあるチャペル

ポッセンホーフェン城（独: Schloss Possenhofen）は、ドイツ南部にある古城である。
敷地内には旧宮殿、新宮殿、礼拝堂などがある複合宮殿である。オーストリア＝ハンガリー帝国皇后エリーザベトが幼少から結婚するまで過ごした城として広く知られている。
ミュンヘンの南西約35kmの所にシュタルンベルク湖と言う湖があり、この湖は中世から現在に至まで都市部での成功者の保養地として有名な美しい湖だった。1536年、ヤコブ・ローゼンブッシュがこの地に城を建てたが、三十年戦争の最中に一部を残して破壊された。その後マクシミリアン・ヨーゼフ・イン・バイエルン (エリザベートの父) によって修復された。第二次世界大戦前まではバイエルン公とその家族が城を使っていたが、1940年に国家社会主義公共福祉に売却され空軍が使用する事となった。軍の使用により城の内装はほぼすべて破壊された。1981年、医者であり芸術家でもあるフランツ・シィルケがこの地を購入し、2千平方メートルにも及ぶ敷地内の施設や建物の修復が行われた。個人が保有する固定資産となったため、1985年以降この城は観光客に開放されていない。現在の住所は Karl-Theodor-Straße 14, Possenhofenである。